# Coppa Continentale 2017-2018 (hockey su pista)
La Coppa Continentale 2017-2018 è stata la 37ª edizione (la ventesima con la denominazione Coppa Continentale) dell'omonima competizione europea di hockey su pista. Il torneo, organizzato per la prima volta tramite la formula delle final four, ha avuto luogo dal 14 al 15 ottobre 2017 presso il PalaBarsacchi di Viareggio in Italia.
Il trofeo è stato conquistato dall'Oliveirense per la prima volta nella sua storia.

## Squadre partecipanti
| Club          | Qualificazione             | Partecipazioni precedenti (il grassetto indica la vittoria) |
| ------------- | -------------------------- | ----------------------------------------------------------- |
| Reus Deportiu | Detentore dell'Eurolega    | 1984-1985, 2003-2004, 2004-2005, 2009-2010                  |
| Oliveirense   | Finalista dell'Eurolega    | 1997-1998                                                   |
| Barcelos      | Detentore della Coppa CERS | 1991-1992, 1993-1994, 2016-2017                             |
| CGC Viareggio | Finalista della Coppa CERS | Esordiente                                                  |

## Risultati

### Semifinali
| Arbitri: | Ivan Gonzales Josep Ribò |

|                                  |           |                                           |
| Rodrigues 18'09" De Sousa 38'52" | Marcatori | 2'14" 59'58" Bargalló 48'32" 58'25" Souto |

| Arbitri: | Paulo Almeida José Pinto |

|                               |           |                   |
| Rodriguez 13'04" Marin 22'40" | Marcatori | 18'33" Bertolucci |

### Finale
| Arbitri: | Massimiliano Carmazzi Alessandro Eccelsi |

|                                                        |           |                                                                                       |
| Casanovas 12'26" 34'10" Salvat 26'07" Rodriguez 32'15" | Marcatori | 5'16" 27'52" Souto 15'42" Selva 22'46" Cancela 25'27" Barreiros 32'39" 36'38" Moreira |